# Аврелій Августин
Августин та Святий Августин перенаправлено сюди. Для інших значень див. Августин (значення) та Святий Августин (значення).
Авре́лій Августи́н Гіппонський (лат. Aurelius Augustinus Hipponensis), або Блаже́нний Августи́н; 13 листопада 354, Тагаст, Нумідія — 28 серпня 430, Гіпон Регій) — християнський теолог, філософ і церковний діяч, головний представник західної патристики, єпископ міста Гіппон Регій (сучасна Аннаба, Алжир), родоначальник християнської філософії історії.
Аврелій Августин створив онтологічне вчення про Бога як абстрактне буття, наслідував неоплатоністську онтологію, виходив не з об'єкта, а від суб'єкта, від самодостатності людського мислення. Буття Бога, згідно із вченням Августина, можна вивести безпосередньо із самопізнання людини, а буття речей — ні. Психологізм найбільше проявився у його вченні про час як сутність, що не може існувати без душі, яка пам'ятає, чекає, споглядає дійсність.
Августин визнаний святим католицькою, лютеранською та православною церквами. При цьому в православ'ї зазвичай іменується з епітетом блаженний, що означає певний лик святості, а не нижчий ступінь, ніж святість, як розуміється цей термін у католицизмі. Його пам'ять відзначається Католицькою та Лютеранською церквами 28 серпня, Православною церквою — 15 (28) червня.

## Життєпис

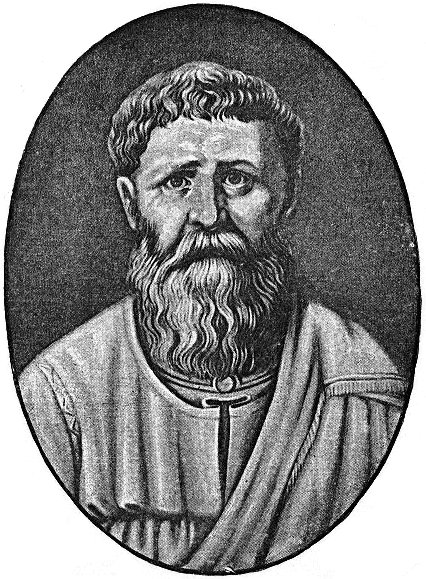
Аврелій Августин, ілюстрація XIX ст.

Аврелій Августин народився 13 листопада 354 року в місті Тагасті, в Північній Африці, яка тоді була частиною Римської імперії і була населена латиномовними християнами. Батько його був язичником, мати — свята Моніка — глибоко релігійною християнкою. Сім'я була заможна, то ж у юності майбутній святий зазнав усіх типових для представника його стану радощів: п'яні гульбища у товаристві «жриць кохання», бешкети, відвідування театрів і цирків із їхніми жорстокими видовищами.
370 року молодий Августин поїхав вчитися риториці в столицю Африки Карфаген. Навчання велося латинською мовою, тому твори грецького походження читалися в перекладах. Августин так ніколи і не вивчив грецьку мову, зате його професійна підготовка в галузі риторики мала якісно духовне вимірювання. Блискучий письменник, він завжди усвідомлював мову як знаряддя творчості і віддавав собі звіт у всіх випливаючих з цього перевагах і спокусах. Для нього мова як засіб спілкування була мистецтвом, що вимагає досконалості з міркувань любові до ближнього.
У дев'ятнадцятирічном віці Августин знайомиться з маніхейським вченням і стає його прихильником на цілих десять років. Питання про походження зла розв'язувалось маніхеями в плані онтологічного дуалізму, тобто існування злого бога, рівносильного Творцю. Маніхейський вплив назавжди залишив слід в думці блаженного Августина.
Закінчивши навчання, Августин почав приватно викладати риторику. У цей час він жив разом із жінкою, яка була його подругою протягом багатьох років. Вона народила йому сина, якого Августин назвав Адеодатус, по-грецьки Феодор, Богоданий. Це була його єдина дитина і Августин у своїх писаннях завжди говорив про нього з особливою ніжністю.
У 383 році він переїхав до Риму і провів там якийсь час, займаючись викладанням риторики. Проте в Римі він не затримався і переїхав звідти до Мілану, де єпископом тоді був великий Амвросій, проповіді якого вразили Августина. Та і весь образ святого міланця справив незабутнє враження і додав безумовно християнський напрям його духовному розвитку.
Августин володів надзвичайно філософським складом розуму і завжди у всьому прагнув докопатися до самого кореня. Незважаючи на те, що на той час уже відбувся розрив з маніхейством, Августин шукав (як і шукатиме все своє життя) розв'язання проблеми співіснування у цьому світі добра і зла. На той час він уже знав, що дуалістичний підхід не може його задовольнити, бо він веде до багатобожжя і до неприйнятних етичних висновків. Читання філософів-платоніків і неоплатоніків (у латинському перекладі) сприяло поступовому відмежуванню від маніхейського дуалізму. Услід за Платоном Августин повірив в монізм Добра. Тому його наступним кроком на шляху духовних шукань були платонізм і неоплатонізм. У них його приваблювало саме спростування будь-якого дуалізму: Бог — єдиний, і все, що з Ним пов'язано, — є добро. Онтологічно зла не існує, воно є лише відхилення від добра, щось на зразок паразита або хвороби.
Остаточне навернення Августина описане в книзі VIII знаменитої «Сповіді». Ця подія перевернула все життя Августина. Він повністю перейшов у християнство, в квітні 389 року хрестився, а 391-го був рукопокладений в пресвітера і решту життя провів в африканському місті Гіпон, єпископом якого став 395 року. Він залишався єпископом гіппонійським протягом 35 років, до самої своєї смерті від малярії. У цей період написав дуже багато творів, а також брав активну участь у церковному житті. Зробився незамінним учасником всіх африканських соборів. Августин фактично очолив церковне життя Африки. Його величезна популярність і вплив дозволили йому внести великий внесок у законодавчу діяльність африканської Церкви.

## Філософське вчення
Філософія Августина виникла як симбіоз християнських і античних доктрин давньогрецьких філософських вчень головним джерелом для нього був платонізм. Ідеалізм Платона в метафізиці, визнання відмінності духовних принципів у структурі світу (добра і погана душа, існування окремих душ), наголос на містичних факторах духовного життя — все це вплинуло на формування його власних поглядів.
Новим філософським досягненням Августина стало висвітлення проблеми реальної динаміки конкретного людського життя на протилежність конкретній історії суспільства. У трактаті Сповідь, розглядаючи людину від появи немовляти до особи, що самоусвідомлює себе християнином, Августин створив першу філософську теорію, де досліджується психологічний бік життя. Досліджуючи історію як цілеспрямований процес, у трактаті «Про Град Божий», що був написаний під впливом вражень від підкорення Рима ордами Аларіха I у 410 році, Августин визнає існування двох видів людської спільноти: «Град Земний», тобто державність, яка заснована на «самозакоханості, доведеній до зневажання Бога», і «Град Божий» — духовна спільність, заснована на «любові до Бога, доведеній до зневаги самого себе».
Послідовники Августина були радше істориками, аніж систематизаторами. Вони розв'язували здебільшого практичні питання етичного характеру. Виходячи з настанов арістотелівської логіки та філософії, вони міркували про дійсність, а філософію підпорядковували теології.
До основних творів відносять «Про Град Божий» (22 книги), «Сповідь», де зображується становлення особистості. Християнський неоплатонізм Августина панував в західноєвропейській філософії і католицькій теології до XIII століття.

### Дуалізм душі й тіла
У той час, як у Платона в «Федоні» Сократ сперечається, стверджуючи, що ми знаємо речі, з якими не були знайомі в цьому житті, і це означає, що наші душі повинні були існувати до того, як вони отримали тілесні форми, він стверджує дуалізм душі і тіла з безособистісної точки зору. Августин, на противагу цьому, стверджує дуалізм душі-тіла в Книзі 10 «Трійці» від першої особи. Він стверджує там, що розум (mens) є повністю присутній сам в собі, тобто знає точно власну субстанцію або натуру. Він продовжує, що розум не знає точно, чи дійсно він вогонь чи повітря чи ще щось, як стверджували філософи; більше того, він не є чимось з цього, бо він не є тілесним (10.10.16).
Як Декарт значно пізніше, Августин стверджує, що розум — це щось, що пам'ятає, розуміє, воліє, думає, знає і судить (10.10.14). Августин додає, що розум також живе, і в цьому він відрізняється від Декарта, який вважав життя суто матеріальним феноменом. Але інша різниця між двома мислителями в питанні того, чи є життя психологічною функцією, не така велика, як може здатись. Насправді Августин не розумів життя як щось психологічне. Можна поставити питання, чи є життя після смерті, не ставлячи питання про посмертну психологію.
Передбачаючи критику картезіанського дуалізму, Августин ставить для себе питання про інші розуми, тобто питання того, як кожен з нас може знати, що інші істоти мають розум. Відповідь Августина є чимось на зразок Аргументу з «Аналогій». «Так само, як ми пересуваємо наші тіла протягом життя, — пише він, — так ми помічаємо, що інші тіла є рухомими і доходимо до думки, що в інших тілах є щось таке саме, що присутнє в нас і рухає нас таким же чином» (Трійця 8.6.9).

### Воля
Альбрехт Діхле (1982) та інші вказували, що концепція волі була введена Августином. Звісно, тут немає нічого спільного з ідеєю, як вона є у Платона або Аристотеля, в той час, коли, на противагу, поняття волі є очевидним у Августина. В «Про свободу волі» Августин пише, що воля, яку він вважає першою причиною гріха, сама не є нічим спричиненою. «Яка причина волі взагалі може бути, — риторично питає він, — окрім самої волі?» (3.17.49.168). Отже, людина має свободу волі. Вона також, як він думає, є тим компонентом нашого існування, що робить нас суб'єктами моралі, здатними на гріх, але також здатними до моральних чеснот.
У своїй спробі дефініціювати та заперечити пелагіанізм, Августин намагався пояснити, як милість Божа може впливати на людську волю, не порушуючи її свободи. На цей виклик він відповідає, що «свобода волі не робить діри в милості, але устатковує, оскільки милість зцілює волю, адже чесноти вільно любляться» («Про дух і лист», 30.52).
Інша загроза людській свободі волі може вбачатись у всезнанні Бога. Спроби Августина показати, що всезнання Бога сумісне зі свободою волі, найбільш наочні у Книзі 3 його «Про свободу волі». Одна з його відповідей полягає в тому, що ми не можемо воліти до того, що не в наших силах. Тобто те, чого ми бажаємо, в наших силах, і «оскільки це в наших силах, ми маємо свободу зробити це» (3.3.8.33). Еводіус, номінальний опонент Августина в цій роботі, вказує на те, що ті ж самі причини, за якими ми думаємо, що Бог знає, що ми зробимо, мають стосуватись і Його Самого. Його ідея така, що божественне всезнання має включати знання про те, що Він зробить, але при цьому свобода волі Бога абсолютна. Оскільки божественне всезнання не керує свободою волі у випадку з Богом, то воно не може керувати і волею людського суб'єкта (3.3.6.23).

### Бог
У Книзі 2 «Про свободу волі» Августин пропонує доказ існування Бога. Це цілковито апріорний аргумент. Хоча він не настільки важливий, як знаменитий апріорний доказ Ансельма в «Прослогіоні», він має певну цікавість. Августин змушує свого співрозмовника визнати, що ж є Бог тоді і тільки тоді, коли ж досконаліше, ніж наші уми, і немає нічого досконалішого, ніж х. Він продовжує потім, що правда досконаліша, ніж наші уми, можливо тому, що істина є мірилом наших думок. Він доходить висновку, що або істина сама по собі є Бог або є щось, ще досконаліше, ніж істина, і це і є Бог. В будь-якому разі, Бог існує.
Хоча доказ існування Бога в Августина не використовує вислів про Бога Ансельма, «щось, більше чого не можна помислити», Августин використовує щось подібне, в іншому контексті, висловлюючись досить схоже на Ансельма, який був августиніанцем. Так, наприклад, в «Сповідь» 7.4.6 він пише: «Немає жодної душі, здатної породити щось, що було б краще за Тебе, оскільки Ти є вищим і верховним добром».
Августин зробив важливий внесок в розробку філософського питання про божественні атрибути. Але, можливо, його найвпливовішим внеском в цю тему є його підтримка ідеї, що Бог є метафізично простим, отже Бог є не лише, наприклад, доброта і мудрість, Бог є власною Божою добротою і мудрістю. Ось абзац про божественну простоту з «Трійці»: «Але Бог великий не через велич, яка є чимось, чим він не є — тоді вийшло б, що Бог лише співучасник величі тоді, як він великий. В такому випадку велич була б більшою, ніж Бог. Але не може бути нічого більшого, ніж Бог. Значить, він великий тією величчю, що ідентична йому самому» (5.19.11).

### Епістемологія
Теорію чуттєвого сприйняття Августина можна назвати «активною». «Активний» в цьому сенсі включає ідею, що очі продукують випромінювання, що торкається об'єкта бачення. «Це не тіло сприймає, — писав він в „Буквальному коментарі до Буття“ 12.24.51, — але душа через тіло, що є посередником, яке душа використовує, щоб сформувати в собі образ тієї речі, яка є ззовні».
Августинова теорія чуттєвого сприйняття здається не репрезентативною, якщо під цим терміном хтось розуміє, що зображення або дані відчуттів — це прямий об'єкт сприйняття. У відчутті тіла, згідно з ним, ми миттєво формуємо зображення цього тіла у наших почуттях, проте ми не можемо розрізнити форму тіла, яку ми бачимо, від форми зображення, що продукується нашими почуттями. (Трійця 11.2.3.)
Погляди Августина на пізнання не базуються на ідеї абстрактності, як це є у арістотелівській традиції. Скоріше, як уже було сказано, Августин розуміє знання як щось привнесене інтелектуальним просвітленням. Він думає, що «інтелігібельні реальності», включаючи в першу чергу апріорні істини, не можуть бути вивчені, або навіть підтверджені, в чуттєвому досвіді. Все це, включаючи таку важливу метафору світла, в концепції ілюмінації є дуже платонічним. Але Августин заперечує ідею Платона, що душа може пізнати предмет в суто інтелігібельній реальності ще до свого народження. «Ми скоріше повіримо, — він пише, — що природа інтелектуального розуму зроблена, щоб бачити ті речі, що, відповідно до плану Творця, долучені до інтелігібельних речей в природному порядку, як безтілесне світло свого роду». (Трійця, 12.15.24).

### Мова
Віттгенштейн починає «Філософські дослідження» цитатою з першої книги Августинової «Сповіді», де говориться про те, що, дитиною, він вивчав значення слів через ті об'єкти, що вони називають, на які йому вказували дорослі. Віттгенштейн відкидає цей погляд на вивчення мови. Але, як Мілс Бьорнйет (1987) вказав, що фрагменту, який Віттгенштейн цитує, передують такі слова: «Не було такого, щоб дорослі навчали мене, подаючи мені слова в певному порядку як у формальному навчанні, як пізніше я вчив літери алфавіту. Я сам здобував цю силу мови розумом, що Ти дав мені, мій Боже (11.8.13).» І в ранньому діалозі Августина з його сином, Адеодатом, «Про вчителя», Августин на прикладах показує двозначність остенсії: «Августин: Тепер скажи мені, якби я не мав жодного поняття про значення слів і мусив спитати тебе, поки ти йдеш, що таке „йти“, як би ти мені пояснив? Адеодат: Я повинен був би піти трохи швидше. Августин: Хіба ти не знаєш, що йти і поспішати — це різні речі? (3.6).»
Августин стверджує, що через внутрішнє просвітлення ми розуміємо, чим є речі. Або, як він виводить наприкінці «Про вчителя», це Христос, «Внутрішній Вчитель», хто нас навчає. Це і є Августинова Доктрина Просвітлення.
У Книзі 15 «Трійці» Августина ми знаходимо думку, що «внутрішнє слово», або поняття, служить ланкою між словом або словами природної мови і предметами світу довкола, до якого ми ці слова застосовуємо. Ця ідея допомагає розв'язати проблему, яку він підняв ще в «Про вчителя» про те, як два слова можуть означати «стільки ж» без значення «той же», тобто як вони можуть мати той же обсяг без однакового значення.
Ідея, що роздуми є внутрішньою розмовою, що є вже в «Теететі» і «Софісті» Платона, також постає в Августина, наприклад, в Книзі 15 «Трійці». Але саме до Августина робить відсилки, наприклад, Вільям Оккамський, що розробив свою теорію ментальної мови в Summa logicae 1.1.

### Скептицизм
Найбільш рання з робіт Августина, що дійшла до нашого часу, Contra academicos («Проти академіків»), є відповіддю скептицизмові. В юності Августин був маніхейським «слухачем» або учнем. Але після дев'яти років у цій ролі він був розчарований маніхейством. Десь в той же час, коли він поїхав з Карфагену до Риму, він був захоплений скептичними поглядами «академіків», послідовників Аркесілая і Нової Академії, які притримувались думки, що «все можна було поставити під сумнів і розуміння правди лежить поза межами людських можливостей» (Сповідь, 5.10.19). В «Проти академіків» Августин обговорює критерій знання, висунутий Зеноном Кітійським, згідно з яким щось може бути пізнане лише тоді, коли його навіть не можна уявити неправильним. Августин пропонує дилему. Або критерій Зенона може бути пізнаним як правда, в цьому випадку він помилковий, або він не може бути пізнаний як правда, у випадку чого ми не маємо причин його приймати.
Августин висуває власні вимоги до знань, що їх скептики насмілюються відхиляти, серед них деякі логічні істини, деякі математичні, деякі висновки безпосереднього досвіду (наприклад, «Це смакує приємно для мене»). Особливо цікавим є його вимога, що світ треба визнавати існуючим. На можливий докір скептика, що він може лише бачити сон, Августин відповідав, що він назве «світом» все, що його оточує. Цим шляхом він провадить ідею феноменального світу, знання якого, він додає, є неможливим для скептицизму.
Немає сумніву, що найвідоміша відповідь Августина скептицизмові з'явилась значно пізніше, в Книзі 15 «Трійці» і в Книзі 11 «Про град Божий». Ось абзац з останньої: «Через повагу до цих істин я не боюсь аргументів академіків. Вони кажуть: „Що, якщо ти помиляєшся?“ Якщо я помиляюсь, я існую. Хтось, хто не існує, не може помилятись; отже, я існую, якщо я помиляюсь. Далі, якщо я існую через те, що помиляюсь, як я можу помилятись в думці про те, що я існую, якщо для мене очевидно, що я існую, якщо я помиляюсь. (11.26).»
Передчуття Декартового cogito, ergo sum ясне.

### Створення світу
Августин написав не менш як п'ять коментарів до оповідання про створення людини в книзі Буття. Він відкидає, чи, щонайменше, суворо оцінює образ Бога Творця як деміурга, яким він постає, наприклад, в «Тімеї» Платона. «Ти нічого не тримав в своїй руці, — пише він в „Сповіді“ 11.5.7, — з чого потім міг би зробити небо та землю, так звідки ти взяв те, чого не було раніше, щоб зробити щось?» За Августином Бог створив рай та землю з нічого (ex nihilo). Хоча Августин і припускає, що перші вірші Буття можуть бути інтерпретовані по різному, він наполягає на тому, що нічого, навіть простір та час, не існує інакше, як через Боже Творіння.
Цікаво, що Августин, як і Декарт, припускає, що Бог підтримує Своє творіння. Якщо сили Божі «коли-небудь перестали б управляти істотами, їх сутності б зникли і вся природа загинула б. Коли будівельник закінчує будинок і йде, його творіння залишається, попри те, що самого будівельника вже нема. Але Всесвіт, не встигнеш і оком моргнути, як зникне, якщо Бог відмовиться від свого правління» (Про книгу Буття, 4.12.22).

### Час
Скоріш за все, улюблений уривок з Августина філософів — це роздуми про часову природу в книзі 11 «Сповіді». «Що тоді є час?», питає Августин, «якщо ніхто мене не питає, я знаю, що таке час; якщо б я захотів пояснити тому, хто питає — ні, не знаю» (11.14.17). Цей уривок є символічним для філософії. У деякому сенсі, час — це буденне поняття. Всі ми знаємо, що це таке. Також ми знаємо, як сказати котра година та прийти на зустріч вчасно. Але навряд чи хтось зміг би дати відповідь на запитання про природу часу, яка б задовольнила філософа.
Свою дискусію про природу часу Августин починає з подиву Арістотеля (Фізика, 4.10), але не збирається з ним погоджуватись. Августин змальовує це лише для того, щоб підкреслити його важливість. Він зазначає, що часи або довгі, або короткі. Але очевидно, що минулого вже нема, а майбутнє ще не наступило. Існує тільки теперішній час. Але, строго кажучи, не все теперішнє століття, рік, день і, навіть, хвилина дійсно існують. Строго кажучи, «зараз», яке розділяє майбутнє і минуле, коли-небудь існує. Але це «зараз» не є ні коротким, ні довгим, тобто не є часом. Тому, якщо існує тільки «зараз», часу нема.
Августин вирішує цю проблему, звертаючись до внутрішнього. «Це в тобі, мій розсудок, я виміряю мій час» (11.27.37). Тому час — це міра чогось розумового. Тобто, це міра минулих подій, якими вони були, майбутніх подій, якими вони можуть бути, і теперішніх подій, якими вони є в досвіді і поєднуються у розумі. Це класичний суб'єктивний погляд на час.
Ця відома проблема про природу часу постає у зв'язку зі створенням Богом неба та землі згідно з початком Книги Буття. Августин написав не менш як п'ять коментарів до біблійної теорії створення світу. Найдовший з них Da genesi ad litteram (Про книгу Буття). У «Сповіді» 11 він відповідає на скептичне запитання (яке він також використовує у інших працях до Маніхейців), «Що робив Бог до того, як створив небо та землю?». Його відповідь в тому, що створюючи небо та землю, Бог також створює час і місце. Тому не було ні «до створення» (11.8.15), ні місця, де Бог створив небо та землю (11.5.7).
У «Сповіді» Августин відкидає ідею, що час може бути мірою руху небесних тіл. Однак, в інших коментарях, він проголошує, що час — міра руху. Найправдоподібніше пояснення цих ідей у тому, що «невпорядкований час» почався з гадками ангелів. Але людський час почався зі створенням розуму Адама.

### Зло
Схоже, що проблема зла — наскрізна тема, якою Августин переймався все своє доросле життя. Це, без сумніву, було головним, що приваблювало Августина в маніхействі у дев'ятирічний період його маніхейського учнівства. Якщо існує космічний принцип зла, який дорівнює за силою космічному принципу добра, то зникає філософська проблема зла, тобто зникає питання про те, як так може бути, що зло існує. Саме тоді, коли ми гадаємо, як Августин переконався, що «Бог — це добро і він є сильнішим» за все, проблема постає найбільш гостро. «Тоді де і звідки зло?» питає Августин (Сповідь, 7.5.7).
Августин розглядає варіант простого спростування того, що зло існує. «Чи може бути, — він питає, — що зла просто нема?». Тоді, він зазначає, страх зла — необґрунтований. Але ж і необґрунтований страх зла є саме зло. Трохи пізніше в главі 7 «Сповіді» Августин повертається до неоплатонічних ідей, що зло як таке не може бути субстанціальним початком, а лише являє собою деяку відсутність, свого роду позбавлення, яке не існує реально.
У різних творах Августин знаходить коріння зла в людській свободі волі. І він наполягає на тому, що свобода волі є необхідною для морального вибору. Його ідея в тому, що, по-перше, хоча Бог і створив людину і людина створила зло, Бог не створював зло. Більше того, справжня свобода волі — це необхідне добро і Бог, в своїй Божественості, дав її людям, попри те, що знав наперед, що Адам і його нащадки діятимуть неправильно і створять зло.
У своєму творі «Про свобідну волю» (De libero arbitrio) співрозмовник Августина Еводій не задоволений цією відповіддю. «Чи не здається тобі, — питає він Августина, — що якщо свобода волі надана за моральні дії, її неможливо було б повернути до гріха. Чи не повинна вона була б бути як справедливість, яка була дана людям за правильне життя?» (2.2.4.8)
Було б правомірно очікувати, що Августин буде наголошувати на спірності цього питання, оскільки можливо, що навіть всемогутня істота не може гарантувати свободу волі людям, не враховуючи можливість того, що вони будуть користуватись нею неправильно. Але до кінця свого життя Августин припускатиме, що благословенні на небесах матимуть досконалу свободу волі, яка несе з собою неспроможність грішити. (Про град Божий, 22.30). Але ця досконала свобода не могла бути дарована Адаму чи його нащадкам без того, щоб вони долучились до бездоганної природи Бога.

### Етика
У своїх етичних поглядах Августин був інтенціоналістом. У своєму коментарі до Нагірної Проповіді він визначає три достатні і необхідні умови для здійснення гріха: пропозиція, задоволення, згода. Прикладом та натхненням цієї теорії можуть бути слова Ісуса «Кожен, хто на жінку подивиться із пожадливістю, той уже вчинив із нею перелюб у серці своїм» (Мт. 5:28). З погляду Августина, згода на гріховну дію являє собою гріх; і не важливо, чи здійсниться цей вчинок.
Його інтенціоналізм змушує його задуматись, чи несе людина відповідальність за події, які здійснились уві сні (Сповідь, 10.30.42). І хоча йому здається, що несправедливо вважати сон про перелюб гріхом, незрозуміло, як різноманітні етичні та метафізичні заповіді дозволять йому уникнути моральної відповідальності за діяння уві сні.
Змальовуючи відмінність між речами, до яких прагнуть через їх природу, та речами, до яких прагнуть задля чогось іншого, Августин каже, що у першому випадку потрібно насолоджуватись (frui), а у другому — використовувати (uti). Мудро, він каже, хотіти використовувати те, чим потрібно насолоджуватись чи хотіти насолоджуватись тим, що потрібно використовувати (Про різні питання, 83:30). Врешті-решт, тільки Богом можна насолоджуватись.
Слід за Амвросієм, Августин додав такі чесноти, як віра, надія, любов до класичних чеснот терпіння, мужності, мудрості та справедливості. В його інтерпретації, кожна з чеснот є лише вираженням любові до Бога. Таким чином, наприклад, терпіння — це любов «тримати себе цілісним та нетлінним для Бога», та мужність — це любов «сприймати все з готовністю для блага Божого» (Про мораль католицької церкви, 15.25). Таким чином, Августин створює християнський аналог ідеї єдності добродіїв, яку можна знайти в Арістотеля та Платона.

### Справедлива війна
Августин точно не був першим філософом, який припустив, що війна може бути виправданою тоді і тільки тоді, коли вона задовольняє певним умовам. Вимоги розпочинати війну по справедливості (jus ad bellum) та вимоги виправданого ведення війни (jus in bello) вже проголошувались Цицероном в його «Республіці». Але погляд Августина мав значний вплив на пізніших філософів та навіть політиків.
Хоч Августин сприймає біблійну заповідь «Не убий!» як доволі сувору заборону, він припускає, що вона не застосовується прямо по відношенню до солдата в справедливій війні, чи до того, хто катує згідно із законним наказом; вони є лише «інструментом, мечем в руці» (Град Божий, 1.21). За Августином, війна по-справжньому справедлива, якщо вона чи заповідана Богом, чи, хоча б, законною владою, за справедливої причини та правильних намірів та з правильною любов'ю. «Справжні демони війни, — пише він, — це любов до насильства, повна помсти жорстокість, непростима та непримирима ворожнеча, дикий опір та жага до влади» (Відповідь Фаусту, 22.74).

### Філософія історії
В творі «Про град Божий» 12.14. Августин змальовує ідею вічного повернення історії, котру він приписує Платону, але котру більшість з нас сьогодні асоціюють з Ніцше. Власна концепція історії Августина лінійна, яка починається зі створення Адама і веде до другого пришестя Христа. Історія універсуму поділяється на сім віків, які відповідають семи дням створення світу. Він не погоджується, що божественне провидіння, як і божественне напередвизначення, сумісне з людською свободою волі.

## У мистецтві
У інді-рок-гурту Band of Horses є пісня під назвою «Святий Августин», зміст якої кружляє навколо прагнення до слави і визнання, а не до істини.
У альбомі Боба Ділана John Wesley Harding (1967) є пісня під назвою «I Dreamed I Saw St. Augustine» (на цю пісню також існує кавер Теї Ґілмор).
У 1972 році італійський режисер Роберто Росселіні зняв фільм «Agostino d'Ippona» (Августин Блаженний).

## Твори

### Основні твори
- Монологи.
- Про Трійцю.
- Сповідь.
- Зречення.
- Про Град Божий тощо.
- Молитви "Бесіди душі з Богом"

### Автобіографічні твори
- «Сповідь» (український переклад з латини Юрія Мушака)[6]
- Retractationes (Переробки) — містить пізніші коректури та зауваги до ранніх творів.

### Філософсько-теологічні твори
- De musica (Музика)
- De civitate Dei (Про Град Божий)
- De trinitate (Про Трійцю) — головна праця Августина в 15 томах.
- De beata vita (Про щастя) — про зв'язок щастя й зустрічі з богом.
- De magistro (Про вчителя) — про значення мови.
- De vera religione (Про істинну релігію) — про значення християнської релігії
- Soliloquia (Розмови з самим собою) — про раціональне самопізнання
- De immortalitate animae (Про невмирущість душі)
- De doctrina christiana (Про християнську доктрину)
- De libero arbitrio (Про вільну волю)

## Переклади українською
- Августин Аврелій. Сповідь (переклад з латини Н. Григор'євої). — Київ: Грані, 1997.
- Святий Августин. Сповідь / Перекл. з латини Юрія Мушака. Видання третє. — К.: Основи, 1999. — 319 с. (link [Архівовано 6 листопада 2021 у Wayback Machine.])

### Праці про Августина Блаженного
- Поцюрко Олег. Основоположні принципи філософії історії у творчості Августина Блаженного / Дисертація кандидата філософських наук (09.00.05). — Львів: Національний університет імені Івана Франка, 2008. — 188 арк. — Бібліогр.: арк. 173—188.
- Григор'єва Н. Бог і людина в житті Аврелія Августина. — Київ, 1992.